# كيمياء كهرضوئية
الكيمياء الكهروضوئية هي مجال فرعي للدراسة ضمن الكيمياء الفيزيائية المعنية بتفاعل الضوء مع الأنظمة الكهروكيميائية .   إنه مجال نشط للبحوث . وكان من رواد هذا المجال من الكيمياء الكهربية عالم الكيمياء الكهربية الألماني هاينز جريشر . الاهتمام بهذا المجال كبير في سياق تطوير تكنولوجيا تحويل وتخزين الطاقة المتجددة .

## النهج التاريخي
تمت دراسة الكيمياء الكهروضوئية بشكل مكثف في السبعينيات والثمانينيات من القرن الماضي بسبب أزمة النفط الأولى . ونظرا لأن الوقود الأحفوري غير متجدد، فمن الضروري تطوير عمليات الحصول على الموارد المتجددة واستخدام الطاقة النظيفة . تعتبر عملية التمثيل الضوئي الاصطناعي ، وتقسيم الماء الكهروكيميائي الضوئي، والخلايا الشمسية المتجددة ذات أهمية خاصة في هذا السياق. تم اكتشاف التأثير الكهروضوئي بواسطة ألكسندر إدموند بيكريل .
هاينز جريشر ، إتش. تريبوتش، إيه جيه. نوزيك، أ.ج. بارد، أ. فوجيشيما، ك. هوندا، بي إي. لايبينيس، ك. راجيشوار، تي جيه ماير، بي في. كامات، إن إس لويس، آر. ميمينج، جون بوكريس هم باحثون ساهموا كثيرًا في مجال الكيمياء الكهروضوئية.

## الكيمياء الكهربائية لأشباه الموصلات

### مقدمة
تحتوي المواد شبه الموصلة على فجوات في نطاق الطاقة، وسوف تولد زوجًا من الإلكترون وثقبًا لكل فوتون ممتص إذا كانت طاقة الفوتون أعلى من طاقة الفجوة في أشباه الموصلات. تم استخدام خاصية المواد شبه الموصلة هذه بنجاح لتحويل الطاقة الشمسية إلى طاقة كهربائية بواسطة الأجهزة الكهروضوئية .
في التحفيز الضوئي، يتم استخدام زوج الفجوة-و الإلكترون مباشرة لتحفيز تفاعل الأكسدة والاختزال. ومع ذلك، فإن أزواج الفجوة-إلكترون تعاني من بطء إعادة التركيب . في التحفيز الكهروضوئي، يتم تطبيق جهد تفاضلي لتقليل عدد عمليات إعادة التركيب بين الإلكترونات والثقوب (الفجوات). هذا يسمح بزيادة ناتج تحويل الضوء إلى طاقة كيميائية.

### واجهة أشباه الموصلات بالكهرل

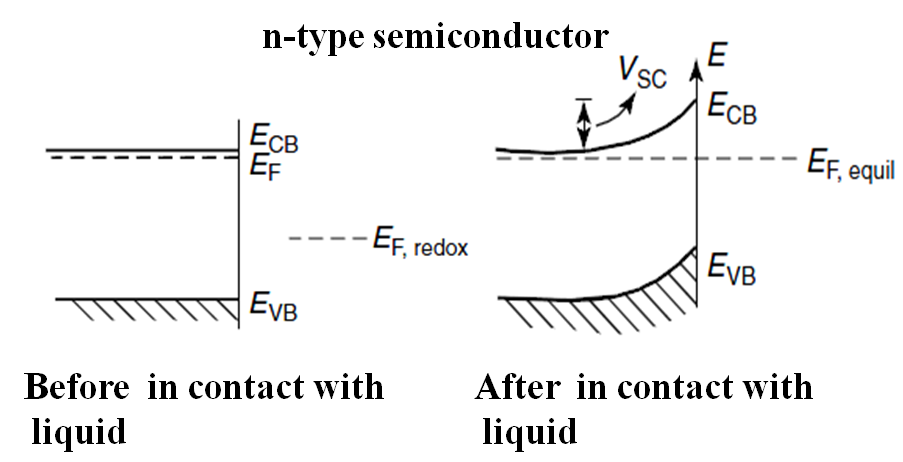
الشكل 1(a) : نطاق الطاقة لوصلة n-type semiconductor/liquid
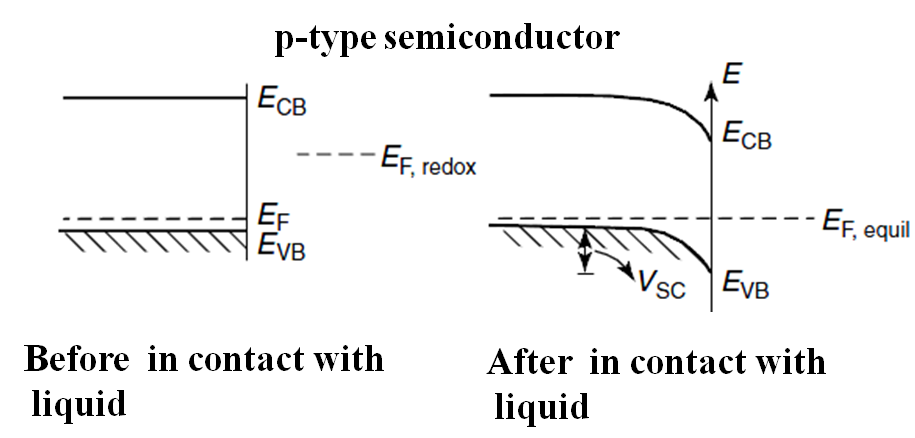
الشكل 1(b): نطاق الطاقة لوصلة p-type semiconductor/liquid junction

عندما يتلامس أحد أشباه الموصلات مع سائل (أنواع الأكسدة والاختزال )، للحفاظ على التوازن الكهروستاتيكي، سيكون هناك نقلا للشحنة بين أشباه الموصلات والطور السائل إذا كانت جهود الأكسدة والاختزال القياسية لأنواع الأكسدة والاختزال تقع داخل فجوة النطاق في شبه الموصل. في التوازن الديناميكي الحراري، يتم محاذاة مستوى فيرمي لأشباه الموصلات وإمكانات الأكسدة والاختزال الرسمية لأنواع الأكسدة والاختزال عند السطح البيني بين أنواع أشباه الموصلات وأنواع الأكسدة والاختزال. هذا يقدم ثنيًا للنطاق إلى أعلى في أشباه الموصلات من النوع n لوصلة شبه الموصل/بالسائل من النوع n (الشكل 1 (أ)) وثني النطاق للأسفل في أشباه الموصلات من النوع p لوصلة شبه الموصل/بالسائل من النوع p (الشكل 1) (ب)). تشبه هذه الخاصية الخاصة بوصلات أشباه الموصلات/بالسائل التقويم الذي يحدث لوصلات أشباه الموصلات/بمعدن أو في تقاطع شوتكي . من الناحية المثالية للحصول على خصائص تقويم جيدة في واجهة أشباه الموصلات/السائل، يجب أن تكون جهود الأكسدة والاختزال العيارية قريبة من نطاق التكافؤ لأشباه الموصلات وذلك بالنسبة لأشباه الموصلات من النوع n وقريبة من نطاق التوصيل لأشباه الموصلات بالنسبة لأشباه الموصلات من النوع p. تتمتع الوصلة شبه الموصل/سائل بميزة واحدة على الوصلة المعدلة بين أشباه الموصلات/معدن حيث أن الضوء يكون قادرا على الانتقال عبر سطح أشباه الموصلات دون الكثير من الانعكاس؛ في حين أن معظم الضوء ينعكس مرة أخرى من السطح المعدني عند تقاطع أشباه الموصلات/المعدن. لذلك، يمكن أيضًا استخدام الوصلات شبه الموصل/سائل كأجهزة كهروضوئية مشابهة لأجهزة الوصلات p-n الخاصة بالحالة الصلبة. يمكن استخدام كل من الوصلات السائل/شبه الموصل من النوع n والنوع p كأجهزة كهروضوئية لتحويل الطاقة الشمسية إلى طاقة كهربائية وتسمى الخلايا الكهروكيميائية الضوئية . بالإضافة إلى ذلك، يمكن أيضًا استخدام وصلة أشباه الموصلات/السائل لتحويل الطاقة الشمسية مباشرة إلى طاقة كيميائية عن طريق التحليل الكهربائي الضوئي عند وصلة شبه موصل/بسائل.

### الإعداد التجريبي
تتم دراسة أشباه الموصلات عادة في خلية كهروضوئية . توجد تكوينات مختلفة لجهاز ثلاثي الأقطاب الكهربائية. تحدث الظاهرة عند قطب الشغل WE بينما يتم تطبيق الجهد التفاضلي بين WE والقطب المرجعي RE (الكالوميل المشبع، Ag/AgCl). نقوم بقياس التيار بين WE والقطب المضاد CE (الكربوني الزجاجي والبلاتين). القطب العامل هو مادة شبه موصلة ويتكون الكهرل من مذيب وإلكتروليت ونوع مادة أكسدة واختزال.
عادة ما يتم استخدام مصباح الأشعة فوق البنفسجية لإضاءة قطب الشغل. عادة ما يتم تصنيع الخلية الكهروكيميائية الضوئية بنافذة كوارتز حيث أنها لا تمتص الضوء. يمكن استخدام جهاز ضوئي أحادي اللون للتحكم في الطول الموجي المرسل إلى قطب الشغل WE.

## الممتصات الرئيسية المستخدمة في الكيمياء الكهروضوئية

### أشباه الموصلات IV
C(الماس)، Si، Ge، SiC ، SiGe

### أشباه الموصلات III-V
BN، BP، BAs، AlN، AlP، AlAs، GaN، GaP، GaAs، InN، InP، InAs. . .

### أشباه الموصلات II-VI
الأقراص المضغوطة، CdSe، CdTe، ZnO، ZnS، ZnSe، ZnTe، MoS <sub id="mwVw">2</sub> ، MoSe 2 ، MoTe 2 ، WS 2 ، WSe 2

### أكاسيد المعادن
TiO2، Fe2O3، Cu2O

### الأصباغ العضوية
الميثيلين الأزرق . . .

## التطبيقات

### التحليل الكهروكيميائي الضوئي للماء
تمت دراسة الكيمياء الكهروضوئية بشكل مكثف في مجال إنتاج الهيدروجين من الماء والطاقة الشمسية. تم اكتشاف التحليل الكهروكيميائي الضوئي للماء تاريخياً بواسطة فوجيشيما وهوندا في عام 1972 على أقطاب TiO 2 . في الآونة الأخيرة، أظهرت العديد من المواد خصائص واعدة لتقسيم الماء بكفاءة، لكن TiO 2 يظل رخيصًا ومتوفرًا ومستقرًا ضد التآكل الضوئي. المشكلة الرئيسية لـ TiO 2 هي فجوة نطاقه التي تبلغ 3 أو 3.2 فولت وفقًا لبلورتها (anatase أو rutile). هذه القيم مرتفعة كثيرا ولا يمكن امتصاص سوى الطول الموجي الموجود في منطقة الأشعة فوق البنفسجية. ولزيادة أداء هذه المادة لفصل الماء مع الطول الموجي لطيف الشمس فمن الضروري تحسين حساسية TiO2 . يعد التحسين بالنقاط الكمومية حاليًا واعدًا للغاية، ولكن هناك حاجة إلى مزيد من البحث لتطوير مواد جديدة تكون قادرة على امتصاص طيف الضوء بكفاءة.

### الإختزال الكهروضوئي لثاني أكسيد الكربون
التمثيل الضوئي هي العملية الطبيعية التي تحول ثاني أكسيد الكربون باستخدام الضوء لإنتاج مركبات هيدروكربونية مثل السكر. إن استنفاد الوقود الأحفوري يشجع العلماء على إيجاد بدائل لإنتاج المركبات الهيدروكربونية. يعد التمثيل الضوئي الاصطناعي طريقة واعدة تحاكي عملية التمثيل الضوئي الطبيعي لإنتاج مثل هذه المركبات. وقد أجريت دراسات التخفيض الكهروضوئي الكيميائي بشكل كبير نظرًا لتأثيره في المناخ العالمي. يهدف العديد من الباحثين إلى العثور على أشباه موصلات جديدة لتطوير أنودات ضوئية وكاثودات ضوئية مستقرة وفعالة.

### الخلايا المتجددة أو الخلايا الشمسية الحساسة للصباغ (خلية جرايتزل)
تستخدم الخلايا الشمسية الحساسة للصباغ أو DSSCs فهي تستخدم TiO2 والأصباغ لامتصاص الضوء. يؤدي هذا الامتصاص إلى تكوين أزواج فجوة-إلكترون التي تستخدم لأكسدة واختزال نفس مادتي الأكسدة والاختزال . ونتيجة لذلك، يتم إنشاء الكمونات التفاضلية (الجهود التفاضلية) لتحفيز التيار.

## روابط خارجية
- مراجعة كاملة حول الكيمياء الكهروضوئية لأشباه الموصلات
- مراجعة حول الكيمياء الكهروضوئية لأشباه الموصلات نسخة محفوظة 28 يونيو 2011 على موقع واي باك مشين.
- Electrochemistry Encyclopedia at the Library of Congress (نسخة محفوظة 2001-11-25)